# Novoselivka, Solone
Novoselivka (în ucraineană Новоселівка) este un sat în comuna Vasîlivka din raionul Solone, regiunea Dnipropetrovsk, Ucraina.

## Demografie
Componența lingvistică a localității Novoselivka
     Ucraineană (96,97%)
     Rusă (3,03%)
Conform recensământului din 2001, majoritatea populației localității Novoselivka era vorbitoare de ucraineană (96,97%), existând în minoritate și vorbitori de rusă (3,03%).